# Nagroda Nikkan Sports Film dla Najlepszej Aktorki Drugoplanowej
Nagroda Nikkan Sports Film dla Najlepszej Aktorki Drugoplanowej to nagroda przyznawana podczas Nagród Nikkan Sports Film.

## Lista zwycięzców
| Ceremonia | Rok  | Aktorka            | Film                                                          |
| --------- | ---- | ------------------ | ------------------------------------------------------------- |
| 1         | 1988 | Kumiko Akiyoshi    | Otoko wa Tsurai yo: Torajirō Monogatari Ijintachi to no Natsu |
| 2         | 1989 | Kaho Minami        | Yumemi Dōri no Hitobito Hotaru                                |
| 3         | 1990 | Mayumi Ogawa       | Isan Sōzoku Shiroi Te                                         |
| 4         | 1991 | Emi Wakui          | Musuko Shushoku sensen ijonashi                               |
| 5         | 1992 | Tamao Nakamura     |                                                               |
| 6         | 1993 | Keiko Takeshita    | Gakkō                                                         |
| 7         | 1994 | Keiko Saitō        | Shinonomerô Onna no Ran                                       |
| 8         | 1995 | Yūko Natori        | Marks no Yama                                                 |
| 9         | 1996 | Reiko Kusamura     | Zatańcz ze mną                                                |
| 10        | 1997 | Kyōka Suzuki       | Witaj w domu, Panie McDonald                                  |
| 11        | 1998 | Mitsuko Baisho     | Hisai Love Letter                                             |
| 12        | 1999 | Yūko Tanaka        | Ojuken Osaka Story                                            |
| 13        | 2000 | Michiyo Okusu      | Kao                                                           |
| 14        | 2001 | Yūki Amami         | Rendan                                                        |
| 15        | 2002 | Rie Miyazawa       | Samuraj – Zmierzch                                            |
| 16        | 2003 | Kaoru Yachigusa    | Ashura no gotoku                                              |
| 17        | 2004 | Kyōka Suzuki       | Krew i łzy                                                    |
| 18        | 2005 | Hiroko Yakushimaru | Tu zawsze świeci słońce                                       |
| 19        | 2006 | Sumiko Fuji        | Tancerki hula                                                 |
| 20        | 2007 | Kirin Kiki         | Tokyo Tower: Mom and Me, and Sometimes Dad                    |
| 21        | 2008 | Yui Natsukawa      | Ciągle na chodzie                                             |
| 22        | 2009 | Kimiko Yo          | Panie doktorze                                                |
| 23        | 2010 | Yū Aoi             | Otōto                                                         |
| 24        | 2011 | Mariko Kaga        | Yôgashiten Coin de Rue IN HIS CHART                           |
| 25        | 2012 | Kirin Kiki         | Waga haha no ki Tsunagu                                       |
| 26        | 2013 | Ran Ito            | Chłopiec zwany H                                              |
| 27        | 2014 | Ryōko Hirosue      | Lingering Spirits Zakurozaka no Adauchi                       |
| 28        | 2015 | Masami Nagasawa    | Nasza młodsza siostra                                         |
| 29        | 2016 | Aoi Miyazaki       | Gniew If Cats Disappeared from the World                      |
| 30        | 2017 | Machiko Ono        | Miracles of the Namiya General Store                          |
| 31        | 2018 | Kirin Kiki         | Złodziejaszki Mori Każdy dzień to dobry dzień                 |
| 32        | 2019 | Mikako Ichikawa    | Only The Cat Knows Zaginiona dziewczyna                       |
| 33        | 2020 | Makiko Watanabe    | Rodzina Asada 37 sekund                                       |
| 34        | 2021 | Kaya Kiyohara      | In the Wake                                                   |
| 35        | 2022 | Nana Seino         | Kingdom 2: Far and Away Offbeat Cops A Man                    |
| 36        | 2023 | Fumi Nikaido       | The Moon                                                      |